# Багдасарян Вараздат Араратович
Вараздат Араратович Багдасарян (10 липня 1949, село Касах Апаранського району, тепер марзу Котайк, Вірменія) — вірменський радянський діяч, бригадир садівничої бригади Касахського радгоспу Наїрійського району Вірменської РСР. Член ЦК КПРС у 1990—1991 роках.

## Життєпис
У 1968—1969 роках — робітник Касахського радгоспу Вірменської РСР.
З 1969 по 1971 рік служив у Радянській армії.
У 1971—1975 роках — робітник, у 1975—1979 роках — бригадир Касахського радгоспу Наїрійського району Вірменської РСР.
Член КПРС з 1976 року.
У 1979—1988 роках — секретар партійного комітету (парткому) Касахського радгоспу Наїрійського району.
У 1985 році закінчив заочно Вірменський сільськогосподарський інститут.
З 1988 року — бригадир садівничої бригади Касахського радгоспу Наїрійського району Вірменської РСР.
Подальша доля невідома.